# فيزياء كثافة الطاقة العالية
فيزياء كثافة الطاقة العالية (بالإنجليزية: High energy density physics) هو مجال فرعي من الفيزياء يتشابك مع فيزياء المواد المكثفة والفيزياء النووية والفيزياء الفلكية وفيزياء البلازما. تُعرف فيزياء كثافة الطاقة العالية بأنها فيزياء المواد والإشعاعات عندما تتجاوز كثافة الطاقة 100 GJ/m^3.
تشمل علوم كثافة الطاقة العالية دراسة المواد المكثفة عند الكثافة الشائعة للب العميق للكواكب العملاقة والبلازما الساخنة الموجودة بداخل النجوم. يوفر هذا الحقل ذو المجالات المعرفية المتعددة أساسًا لفهم مختلف المشاهدات الفيزيائية الفلكية وكذلك التحكم بنظام الاندماج فضلًا عن فهمه. وبالتحديد، الإشعال الحراري النووي بواسطة حصر القصور الذاتي في المعمل – بالإضافة إلى الانتقال من الكواكب إلى الأقزام البنية والنجوم في الطبيعة- يحدث من خلال نظام كثافة الطاقة العالية HED. تظهر مجموعة متنوعة من القدرات التجريبية الناشئة والجديدة (منشأة الإشعال الوطنية، منشأة ليزر المشتري إلخ..) وتساعد هذا المجال العلمي الناشئ أن يكون غنيًّا بزيادة المكتشفات.
يُعرَّف مجال كثافة الطاقة العالية HED بكثافة طاقة (بوحدة الضغط) أعلى من 1 ميغابار = 100 باسكال ~ 1 مليون ضغط جوي. يُقارن ذلك بكثافة الطاقة للرابطة الكيميائية مثل تلك الموجودة في جزئ الماء. وبالتالي فإنه عند 1 ميغابار، تتغير الكيمياء التي نعرفها. تسبر التجارب في منشأة الإشعال الوطنية المادة عند 100 ميغابار. عند هذه «الضغوط الذرية» تكون أحوال كثافة الطاقة مقارَنة بتلك الموجودة في اللب الداخلي للإلكترون، وبالتالي تتغير الذرات نفسها. يشمل نظام HED المكثف المواد عالية الانحلال، وتكون المسافات بين الذرية أقل من الطول الموجي لدي برولي. يتشابه ذلك مع نظام الكم المحقق عند درجات حرارة منخفضة (مثل تكاثف بوز-أينشتاين)، وعلى عكس تشبيه درجات الحرارة المنخفضة، يسبر نظام HED المسافات بين الذرية بأقل من نصف قطر بور. يفتح ذلك مجالًا جديدًا كليًّا من ميكانيكا الكم، حيث تحدد إلكترونات المركز –وليس فقط إلكترونات التكافؤ- الخصائص المادية ونشوء كيمياء إلكترونات المركز وتعقيد بنائي جديد في المواد الصلبة. إن السلوكيات الإلكترونية والميكانيكية والبنائية الغريبة المحتملة لمثل هذه المادة تشمل الموصلية الفائقة عند درجة حرارة الغرفة والإلكتريد عالي الكثافة وانتقال السائل-سائل من الرتبة الأولى وانتقالات عازل-معدن جديدة. إن تلك المواد شائعة في الكون، وتوجد في أكثر من 1000 كوكب مكتشف خارج المجموعة الشمسية.
إن أحوال كثافة الطاقة العالية HED عند درجات الحرارة العليا مهمة لنشأة وموت النجوم والتحكم في الاندماج الحراري النووي في المعمل. على سبيل المثال ولادة وتبريد النجم النيوتروني. هذا الجزء المركزي من النجم، 8-20 مرة أكبر من كتلة الشمس، يشق طريقه إلى الحديد ولا يمكنه أن يواصل الطريق لأن للحديد أثقل طاقة ارتباط لكل نوية عن أي عنصر آخر. وكما تتجمع نواة الحديد في 1.4 كتل شمسية، يستسلم الضغط الانحلالي للإكترون في مواجهة الجاذبية وتتهاوى. يبرد النجم في البداية بالانبعاث السريع للنيوترينو. يتحول السطح الخارجي من الحديد إلى زوج عفوي ويصل إلى درجة حرارة يكون فيها الضغط الإشعاعي مقارن بالضغط الحراري وحيث يكون الضغط الحراري مقارن بتفاعلات كولوم.